# Krzysztof Spychaj
Krzysztof Jan Spychaj (ur. 26 września 1949 w Krotoszynie) – polski działacz samorządowy i partyjny, prawnik, w latach 1986–1988 prezydent Gorzowa Wielkopolskiego.

## Życiorys
Syn Zygmunta i Jadwigi. Absolwent Wydziału Prawa i Administracji Uniwersytetu im. Adama Mickiewicza w Poznaniu, ukończył następnie aplikację prokuratorską. Pracował w jednostkach prokuratury w Szczecinie, Choszcznie, Międzyrzeczu i Gorzowie Wielkopolskim, gdzie od 1978 do 1986 pozostawał prokuratorem rejonowym. Na początku lat 80. jako prokurator uczestniczył w tzw. procesie dziewięciu obejmującym działaczy opozycji demokratycznej.
W 1970 wstąpił do Polskiej Zjednoczonej Partii Robotniczej. Od 1983 do 1988 należał do egzekutywy Komitetu Miejskiego PZPR w Gorzowie Wielkopolskim, został też zastępcą tamtejszej Wojewódzkiej Komisji Kontroli Partyjnej. Od 1 stycznia 1986 do 30 listopada 1988 pełnił funkcję prezydenta tego miasta. Zrezygnował ze stanowiska po otrzymaniu nominacji na prokuratora województwa gorzowskiego. Od 1988 do 1989 wchodził w skład egzekutywy Komitetu Wojewódzkiego PZPR w Gorzowie Wielkopolskim. W 1990 należał do założycieli Towarzystwa Przyjaciół Archiwum i Pamiątek Przeszłości, działającego przy Archiwum Państwowym w Gorzowie Wielkopolskim. Następnie rozpoczął prowadzenie własnej kancelarii radcy prawnego. Zasiadał także w radach nadzorczych różnych spółek, m.in. gorzowskiego Zakładu Utylizacji Odpadów.

## Odznaczenia
Odznaczony Złotym Krzyżem Zasługi (2001).